# Tom Wright (architecte)
Tom Wright, né le 18 septembre 1957 à Croydon, est un architecte britannique. Il est connu pour la création du Burj Al Arab à Dubaï, aux Émirats arabes unis,.

## Éducation
Né à Croydon, Surrey en 1957, Wright a étudié à la Royal Russell School puis à l'Université de Kingston - faculté d'architecture. Wright a obtenu son diplôme d'architecte la même année où il a été accepté comme membre du Royal Institute of British Architects en 1983 et est ensuite devenu directeur du cabinet d'architectes Lister Drew Haines Barrow, qui a été repris en 1991 par Atkins. Wright est devenu chef de la branche architecture d'Atkins.

## Carrière
La tour Burj Al Arab (littéralement « Tour des Arabes ») a été conçue en octobre 1993 et terminée en 1999. Le but était de créer une icône qui serait associée à Dubaï, comme la tour Eiffel à Paris. L’hôtel est construit en forme de voilier afin de présenter l’héritage maritime de Dubaï.Depuis 1999 Tom Wright continue à travailler sur des projets prestigieux tels que l’Al Rajhi Tower à Riyad.